# Jin Jianwendi
Jianwendi (簡文帝) est un empereur de Chine de la dynastie Jin de l'Est né en 320 et mort le 12 septembre 372. Il règne pendant quelques mois en 372.

## Biographie
Sima Yu est le benjamin des fils de l'empereur Yuandi et de sa concubine Zheng Achun. À la mort de Yuandi, en 323, c'est son frère aîné Mingdi qui monte sur le trône. Il occupe des positions importantes sous le règne de ses petits-neveux Mudi (344-361), Aidi (361-365) et Feidi (365-371).
En 371, le général Huan Wen (en) contraint l'impératrice douairière Chu Suanzi à signer l'acte d'abdication de Feidi pour placer Sima Yu sur le trône. Il ne règne que quelques mois avant de mourir de maladie en septembre 372. Son fils Sima Yao lui succède.